# De Executie van Maximiliaan
L'Exécution de Maximilien (Nederlands: De executie van Maximilaan) is een schilderij van de Franse kunstschilder Édouard Manet, geschilderd in 1868, olieverf op doek, 252 x 305 centimeter groot. Het toont de executie van de Oostenrijkse aartshertog Ferdinand Maximiliaan (midden, met sombrero) in 1867, toentertijd keizer van het Tweede Mexicaanse Keizerrijk. Het werk bevindt zich in de collectie van de Kunsthalle Mannheim.

## Historische context
Na de revolutie van 1848 werd Napoleon III, zoon van voormalig koning van Holland Lodewijk Napoleon Bonaparte, in Frankrijk tot president gekozen en in 1852 liet hij zich na een soort van staatsgreep tot keizer uitroepen. Jarenlang probeerde hij vervolgens, niet vreemd van enige megalomanie, zijn invloed in Europa te vergroten, onder andere door deelname aan de Krimoorlog en zijn strijd in Italië tegen Mazzini. Toen dat niet lukte liet hij op enig moment zijn oog op Mexico vallen. In 1861, kort nadat de hervormingsgezinde Benito Juárez daar tot president was gekozen, liet hij het land door een grote troepenmacht bezetten, formeel op verzoek van de conservatieve Mexicaanse oppositie. Deze interventie werd mede mogelijk omdat de Verenigde Staten op dat moment net volop in een burgeroorlog verwikkeld waren en weinig aandacht hadden voor de verwikkelingen in het buurland. 
Napoleon III riep Mexico uit tot Frans protectoraat en mede op zijn aandringen werd de Oostenrijkse aartshertog Ferdinand Maximiliaan in 1864 uitgeroepen tot keizer van het Tweede Mexicaanse Keizerrijk, daarmee de schijn wekkend van een internationale interventie. Napoleon III beloofde Maximiliaan officieel, in akte, dat Frankrijk zijn regime altijd zou blijven steunen.
Nadat de Amerikaanse Burgeroorlog in 1865 tot een einde was gekomen, erkende de Verenigde Staten Juárez als de enige wettige president van Mexico en begonnen ze grote druk uit te oefenen op Frankrijk om het land te verlaten. Ze waren duidelijk niet gediend van de aanwezigheid van een Europese mogendheid in hun 'achtertuin'. Uiteindelijk trok Napoleon III zijn troepen in 1867 terug. Maximiliaan weigerde echter zijn troon te verlaten, werd gearresteerd en op 19 juni 1867 door Mexicaanse troepen geëxecuteerd.

## Reactie op de executie

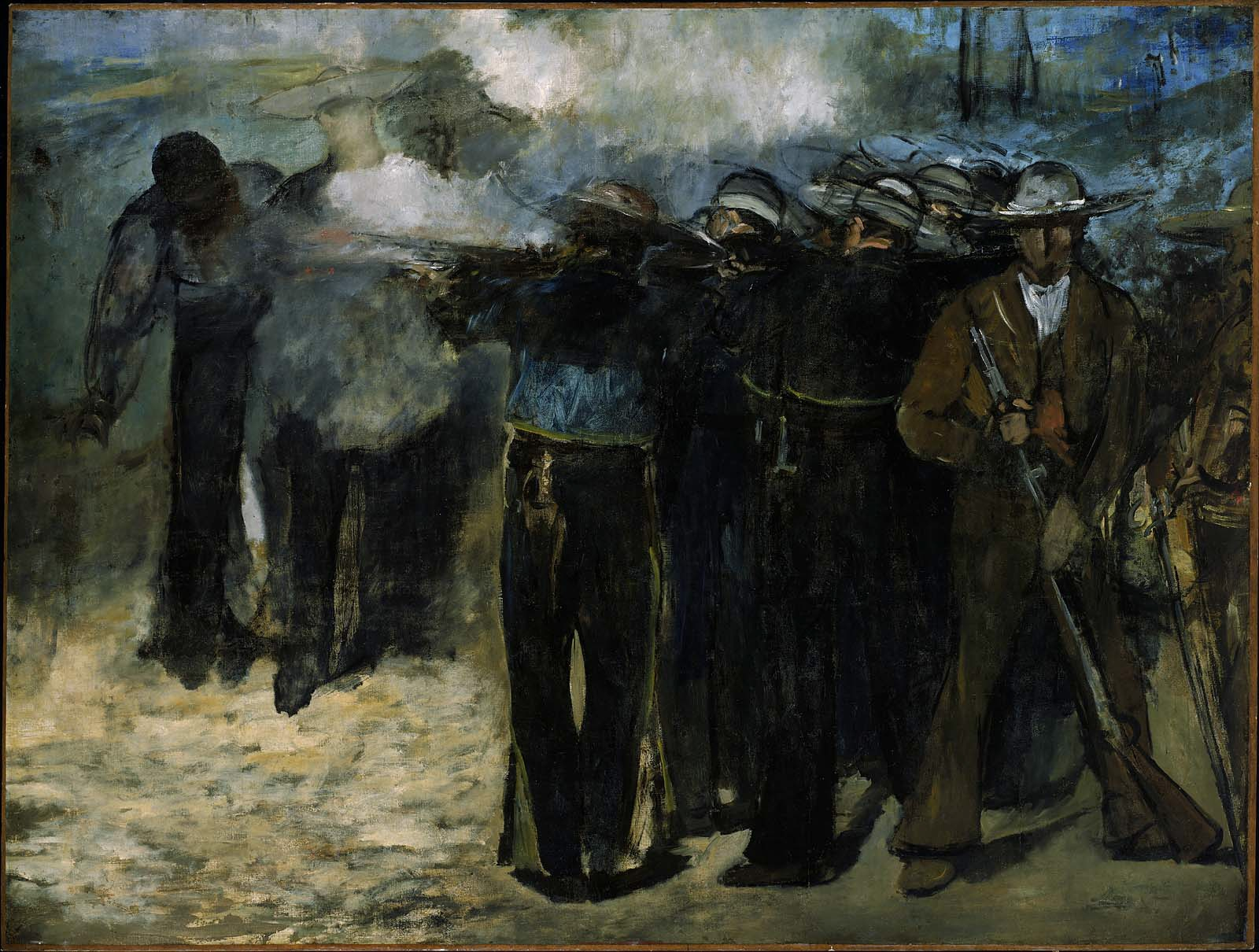
Eerste, nooit voltooide versie, waarin Mexicanen de executie voltrekken

Toen de berichten over de executie van Maximiliaan eind juni 1867 Frankrijk bereikten, ontstond er in het land grote beroering en de kranten stonden er wekenlang vol van. Aanvankelijk richtte de publieke opinie zich nadrukkelijk tegen de Mexicanen en hun president Juárez, die geweigerd had een verzoek tot gratie in te willigen, hetgeen als een wrede daad werd beschouwd. Ook Manet ging mee in deze berichtgeving en schilderde direct een doek om zijn afkeer uit te drukken. Deze eerste versie van het gebeuren laat een groep Mexicaanse soldaten zien, veelal met sombrero's, die de executie voltrekken. In de loop van juli 1867 druppelde echter geleidelijk ook andere berichten door over de achtergrond van het gebeuren en ontstonden nieuwe inzichten. Juárez was de man van het gewone Mexicaanse volk, veelal bestaande uit mulatten, indiërs, creolen en andere halfbloeden, en had hen bij zijn aantreden in 1857 land en burgerrechten beloofd. Nadat hij door de Fransen was afgezet en Maximiliaan tot keizer werd benoemd, was het Mexicaanse volk diep in hun eer gekwetst. Bij de aankomst van Maximiliaan in Veracruz op 28 mei 1864 stond geen mens de wereldvreemde vorst op te wachten. Hij werd alom gezien als een stroman voor de Fransen en ontwikkelde geen enkel draagvlak buiten zijn directe omgeving. Toen de Fransen zich tegen de belofte in uit Mexico terugtrokken was zijn lot dan ook snel bezegeld.
Nadat deze inzichten in de loop van juli 1867 waren doordrongen tot de Franse kranten, kantelde de publieke opinie. Het werd Napoleon zwaar aangerekend dat hij zijn woord niet had gehouden. Ook de liberaal denkende Manet, politiek gezien altijd al een uitgesproken tegenstander van Napoleon III, veranderde zijn standpunt. Hij stopte met het werken aan zijn eerste versie van de executie en begon een aantal nieuwe versies, op groot formaat, waarvan het hier besproken werk wordt beschouwd als zijn definitieve. In zijn nieuwe versies bleken de afgebeelde soldaten ineens gestoken in Franse legeruniformen en het Mexicaanse gepeupel kijkt onverschillig toe van boven een muur, zonder mededogen, alsof het een stierengevecht betrof. Het werk kreeg daarmee primair de functie van een aanklacht tegen de keizer.

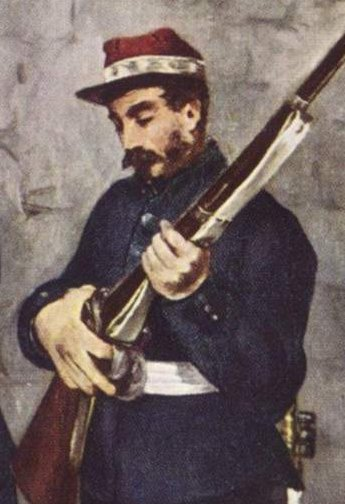
De sergeant, Napoleon III verbeeldend

## Napoleon III als executeur
Aan de rechterkant van het hier besproken en meest bekende schilderij is te zien hoe een sergeant het geweer laadt, klaarblijkelijk om Maximiliaan het genadeschot te geven. Deze man met de snor en het kleine baardje lijkt echter onmiskenbaar op Napoleon III. Manets vriend Émile Zola schreef na het zien van het schilderij: "Je kunt je de afschuw van de censoren direct voorstellen, een artiest die de ironie van het incident zo duidelijk uitbeeldt: Napoleon executeert Maximiliaan!" De censoren waren inderdaad niet gediend van een dergelijke uiting van een dergelijke anti-Napoleon uiting en verboden de expositie van het werk in de Parijse salon, niettegenstaande dat ze het artistiek 'een excellent werk' noemden. Het schilderij zou tijdens het leven van Manet ook nooit meer tentoongesteld worden en bleef lange tijd opgerold in zijn studio liggen, samen met zijn andere versies van de executie, alsmede enkele etsen. In 1909 werd het schilderij tijdens een veiling gekocht door een inwoner van Mannheim, die het doneerde aan de plaatselijk Kunsthalle, waar het in de toen heersende anti-Frankrijk atmosfeer van harte werd verwelkomd. De twee andere versies van het werk verhuisden naar Boston (eerste versie, Museum of Fine Arts), Kopenhagen (Ny Carlsberg Glyptotek) en New York (Museum of Modern Art), de etsen gingen naar Londen (National Gallery). In Frankrijk waren de werken nooit publiekelijk te zien.

## Afbeelding
Het schilderij beeldt keizer Maximiliaan af, met blonde baard, staande te midden van zijn loyale generaals Thomás Meljía en Miguel Miramón. Hij portretteerde de vorst op basis van een foto en berichten in de pers dat hij tijdens de executie een donker pak en een sombrero droeg. Volgens de kranten zou de keizer tot het laatst toe zijn waardigheid hebben bewaard. Hij was na het vertrek van de Fransen en de machtsovername door Juárez al diverse keren in de gelegenheid geweest het land te ontvluchten, maar weigerde dat tot het laatst toe. Het verschafte hem het imago van een martelaar die zich door romantische overwegingen in een avontuur had laten lokken dat vanaf het begin gedoemd was te mislukken, alleen al gezien zijn totale onwetendheid van het land toen hij ernaartoe trok.
Executie van Maximiaan is geschilderd in een naturalistische stijl, met gedempte kleuren, tegen de achtergrond van een kale grauwe muur. Het vuurpeloton staat onrealistisch dichtbij. De veroordeelden staan er als versteend bij en trekken de aandacht naar zich toe. Qua stijl is er weinig herkenbaar van de impressionistische aandacht voor licht en kleur. Het sluit veel meer aan bij de Franse academische traditie waarin Bijbel- en historietaferelen altijd een sterke morele boodschap in zich droegen.

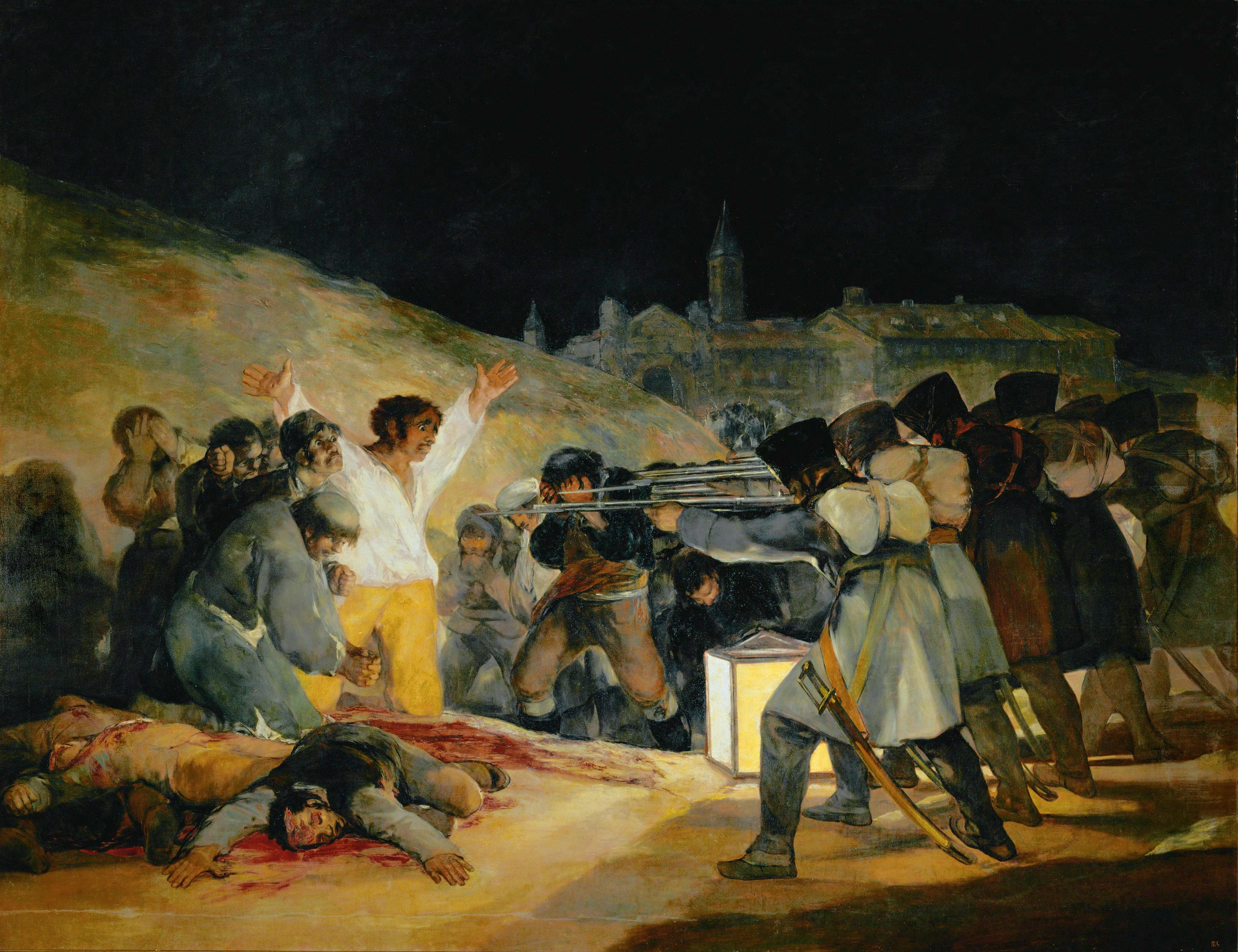
'El tres de mayo de 1808' door Goya

## Goya als voorbeeld
De compositie van Executie van Maximiaan is door Manet duidelijk ontleend aan Francisco Goya's De derde mei van 1808 in Madrid (1814), dat op iconische wijze het neerslaan van Spaanse patriotten tijdens de Spaanse Onafhankelijkheidsoorlog weergaf. Net als Goya stelt Manet de Franse troepen verantwoordelijk voor een politieke misdaad. Net als Goya wil hij een statement maken, de publieke opinie beïnvloeden, in zekere zin vergelijkbaar met hoe foto- en film dat tegenwoordig kunnen doen.

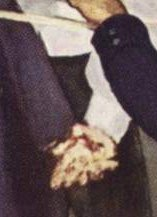
Bloedende hand van Maximiliaan

Manet had als kunstenaar echter ook bijzondere artistieke ambities met het schilderij. Ooit zei hij: 'Ik heb altijd al Christus aan het kruis willen schilderen Wat een symbool'. In dit werk lijkt hij dat symbool bewust of onbewust na te streven. Maximiliaan wordt opvallend bleek afgebeeld tussen zijn twee donker gekleurde volgelingen. Opvallend is ook de bloedende linkerhand van Maximiliaan, die wordt vastgehouden door Miramón. Hij gebruikt hier een stigmata op een vergelijkbare wijze als Goya dat deed in zijn schilderij, waarop de man in het witte hemd eveneens een bloedend gat in zijn hand heeft. Het geeft het thema de schijn van een soort van kruisiging, een bijna religieus gebeuren dat de feitelijkheid van het thema overstijgt.